# Justizvollzugsanstalt Bielefeld-Senne
Die Justizvollzugsanstalt Bielefeld-Senne ist eine Anstalt des offenen Vollzuges mit zwei Hafthäusern in Bielefeld-Senne und Bielefeld-Ummeln und mehreren Außenstellen. Die Anstalt mit ihren Außenstellen liegt im Großraum Bielefeld im Regierungsbezirk Detmold im Nordosten Nordrhein-Westfalens. Mit ihren Außenstellen in Beckum, Boke, Brockhagen, Clarholz, Espeln, Gröblingen, Herzebrock, Nordhagen, Oelde, Pavenstädt, Rietberg, Steinhagen, Theenhausen, Verl und Westkirchen ist sie die größte Anstalt ihrer Art in Europa.

## Geschichte
1907 wurde die Verwaltung der Gefangenenarbeitsstellen im Kreis Wiedenbrück als Teil des Strafgefangenenlagers Oberems gegründet, das bis 1945 bestand.
Zum 1. Januar 2010 wurde die JVA Bielefeld-Brackwede II der JVA Senne angegliedert, dadurch entstand die größte offene JVA Europas. Mit 1.358 Haftplätzen und rund 320 Bediensteten war Bielefeld-Senne bereits vorher die größte offene Justizvollzugsanstalt in Deutschland. Bielefeld-Brackwede II hatte 363 Haftplätze im offenen Vollzug. Hier arbeiteten etwa hundert Bedienstete.

## Zuständigkeit
Die JVA Bielefeld-Senne ist zuständig für die Vollstreckung von:
- Ersatzfreiheitsstrafe (soweit nicht in Unterbrechung von Untersuchungshaft oder Abschiebungshaft) an Männern und Frauen
- Freiheitsstrafe (Erst- und Regelvollzug) bei Verurteilten, die sich auf freiem Fuß befinden, an Männern und Frauen
- Freiheitsstrafe nach Maßgabe besonderer Bestimmungen (Progression) an Männern und Frauen
- Freiheitsstrafe von mehr als zwei Jahren entsprechend dem Ergebnis des Einweisungsverfahrens an Männern im offenen Vollzug.[7]

Die Zuständigkeiten der Justizvollzugsanstalten in Nordrhein-Westfalen sind im Vollstreckungsplan für das Land NRW geregelt.

## Ausbildung und Weiterbildung
In der JVA Bielefeld-Senne wird auch Berufsausbildung für Gefangene angeboten. Es stehen 26 Ausbildungsplätze zur Verfügung. Träger der Ausbildungsmaßnahmen ist das Berufsförderungswerk des Deutschen Gewerkschaftsbundes. Ausgebildet werden:
- Gemüsebau, Zierpflanzenbau und Baumschule (modulare Qualifikation, 20 Plätze)
- Gebäudereiniger (modulare Qualifikation, sechs Plätze)
- Köchin (sechs Ausbildungsplätze)
- Einstiegsqualifizierungsmaßnahmen Gastgewerbe und Lagerlogistik (je zwei Plätze)[9]
- Köchin und Küchenhilfe (nur für weibliche Gefangene)[10]

## Arbeitsplätze in der JVA
Die JVA Bielefeld-Senne hat 420 Stellen. Die Anstaltsleitung besteht aus drei Mitarbeitern. Weiter werden vier Geistliche, zwei Ärzte, sieben Psychologen sowie 15 Sozialarbeiter bereitgestellt. Der Allgemeine Vollzugsdienst hat 320 Stellen. Ausbilder des BfW sind fünf beschäftigt. Die restlichen Stellen liegen im Bereich der Verwaltung.

## Bekannte Insassen
- Hans-Jürgen Rösner (Nichtrückkehr aus seinem Hafturlaub 1986 vor der Geiselnahme von Gladbeck)[11]
- Dieter Zurwehme (1998 vor seinem Urlaubsversagen)[12]
- Friedel Balsam, Anfang der 2000er-Jahre in Haft[13]
- Graciano Rocchigiani, 2007 in Haft[14]
- Rolf Demuth, von September 2009 bis Juli 2013 in Haft[15]
- Christoph Broelsch, von Oktober 2011 bis April 2013 in Haft[16]
- Sinan-G[17]
- Thomas Middelhoff[18]
- Ursula Haverbeck[19]